# Petit-Landau
Petit-Landau (Duits: Kleinlandau, Elzassisch: Landài) is een gemeente in het Franse departement Haut-Rhin in de regio Grand Est en telt 665 inwoners (2005).
De gemeente maakt deel uit van het arrondissement Mulhouse en sinds 22 maart 2015, toen het kanton Illzach waar Petit-Landau deel van uitmaakte werd opgeheven, van het kanton Rixheim.

## Geografie
De oppervlakte van Petit-Landau bedraagt 17,5 km², de bevolkingsdichtheid is 38,0 inwoners per km².
De onderstaande kaart toont de ligging van Petit-Landau met de belangrijkste infrastructuur en aangrenzende gemeenten.

## Demografie
Onderstaande figuur toont het verloop van het inwonertal (bron: INSEE-tellingen).

## Geboren in Petit-Landau
- Joseph Schmidlin (1876-1944), kerkhistoricus en grondlegger van de missiologie